# Амітіс Вавилонська
Амітіс Вавилонська (бл. 630—565 до н. е.; мідійською: *ᴴumati; старогрец.: дав.-гр. Αμυτις, трансліт. Амітіс; лат. Amytis) — цариця Вавилону, дружина Навуходоносора II та дочка мідійського царя Кіаксара. Її шлюб з Навуходоносором був частиною політичного союзу, який об'єднав дві великі держави — Вавилонське царство і Мідію, зміцнюючи їхні позиції у регіоні.

## Ім'я
Жіноче ім'я Amytis є латинізованою формою грецького імені Amutis (Αμυτις), яке, ймовірно, може відображати (зі зміною місць голосних) оригінальне мідійське ім'я *ᴴumati, що означає «той, що має добру думку». Це ім'я є еквівалентом авестійського терміна humaⁱti, який також містить поняття мудрості та позитивного мислення.

## Життєпис
Амітіс Вавилонська народилася в Екбатані, столиці Мідії, у родині царя Кіаксара. Вона була сестрою мідійського царя Астіага, а також тіткою своєї племінниці Амітіс, яка була названа на її честь. Шлюб Амітіс з Навуходоносором II був частиною дипломатичного плану, який мав зміцнити зв'язки між вавилонською та мідійською династіями. Це був політичний крок, що допомагав створити коаліцію проти спільних ворогів.
Згідно з традицією, туга Амітіс за рідними лісистими горами Мідії призвела до будівництва Висячих садів Вавилону — одного з семи чудес світу. Навуходоносор намагався задовольнити бажання своєї дружини, відтворивши природний ландшафт її батьківщини, висадивши різноманітні дерева і рослини, характерні для Мідії. Однак сучасні історики не мають переконливих доказів існування цих садів і вважають їх можливим міфом або перебільшенням.